# 꼬마 너구리 라스칼
꼬마 너구리 라스칼은 스털링 노스가 위스콘신주에서 자신의 어린 시절을 다룬 소설이다.

## 출판
꼬마 너구리 라스칼은 1963년에 출판되었다. 이 책은 어린시절을 회상하면서 "라스칼"이라는 아기 너구리를 키웠다.

## 줄거리
꼬마 너구리 라스칼은 어린 스털링이 아버지, 몽상가인 데이비드 윌러드 노스와 먼 관계를 맺었으며 그의 어머니인 엘리자베스 넬슨 노스의 죽음으로 인한 아픔을 기록한다. 그 소년은 자신의 애완 너구리의 매력에 구애받지 않고 사회와 다시 연결된다. 이 책은 아기 너구리를 잡는 것으로 시작하여 성장하면서 1년을 경과한다. 궁극적으로 스털링은 라스칼을 방생한다.